# Barges (Haute-Saône)
Barges ist eine Gemeinde im französischen Département Haute-Saône in der Region Bourgogne-Franche-Comté.

## Geographie
Barges liegt auf einer Höhe von 225 m über dem Meeresspiegel, sechs Kilometer nordwestlich von Jussey und etwa 35 Kilometer nordwestlich der Stadt Vesoul (Luftlinie). Das Dorf erstreckt sich im äußersten Nordwesten des Départements, am nördlichen Talrand der Mance, westlich der Höhe des Donnet.
Die Fläche des 7,91 km² großen Gemeindegebiets umfasst einen Abschnitt der gewellten Landschaft westlich des oberen Saônetals. Die südliche Grenze verläuft meist entlang der Mance, welche hier mit mehreren Windungen durch eine rund zwei Kilometer breite Alluvialniederung nach Osten fließt. Die Talaue liegt durchschnittlich auf 220 m und wird überwiegend landwirtschaftlich genutzt. Vom Flusslauf erstreckt sich das Gemeindeareal nordwärts über die Talaue bis in die angrenzende, leicht gewellte Landschaft im Bereich des Rambermont und des Bois Juré, in dem mit 290 m die höchste Erhebung von Barges erreicht wird. Große Teile dieses Gebietes sind waldbedeckt. Die westliche Abgrenzung verläuft in der Talniederung des Molerupt. In geologisch-tektonischer Hinsicht besteht das Gelände aus einer Wechsellagerung von sandig-mergeligen und kalkigen Sedimenten, die zur Hauptsache während der Lias (Unterjura) abgelagert wurden. An einigen Orten tritt Muschelkalk aus der Trias zutage.
Nachbargemeinden von Barges sind Blondefontaine im Nordosten, Cemboing und Rosières-sur-Mance im Süden, Voisey im Westen sowie Melay im Nordwesten.

## Geschichte
Den Ursprung von Barges bildete vermutlich eine Grangie des Klosters Faverney, die vor 1182 an den Templerorden überging. Der Besitz wechselte später über den Johanniterorden zum Malteserorden. Bis im Jahr 1790 gehörte Barges zur Champagne. Mit der Eröffnung der Bahnlinie von Vesoul nach Langres wurde der Ort 1858 an das französische Eisenbahnnetz angeschlossen.

## Sehenswürdigkeiten
Die gotische Kirche Saint-Vallier wurde im 16. Jahrhundert erbaut und später mehrfach restauriert und verändert. Von 1837 stammt das Maison Commune, das die Gemeindeverwaltung und bis 1971 auch eine Schule beherbergte. Die fünf Dorfbrunnen wurden Mitte des 19. Jahrhunderts errichtet.

## Bevölkerung
| Jahr                       | 1962 | 1968 | 1975 | 1982 | 1990 | 1999 | 2006 |
| Einwohner                  | 148  | 114  | 107  | 106  | 81   | 91   | 108  |
| Quellen: Cassini und INSEE |      |      |      |      |      |      |      |

Mit 110 Einwohnern (2007) gehört Barges zu den kleinen Gemeinden des Département Haute-Saône. Nachdem die Einwohnerzahl in der ersten Hälfte des 20. Jahrhunderts deutlich abgenommen hatte (1881 wurden noch 388 Personen gezählt), wurde seit Beginn der 1990er Jahre wieder ein leichtes Bevölkerungswachstum verzeichnet.

## Wirtschaft und Infrastruktur
Barges war bis weit ins 20. Jahrhundert hinein ein vorwiegend durch die Landwirtschaft (Ackerbau, Obstbau und Viehzucht) und die Forstwirtschaft geprägtes Dorf. Heute gibt es einige Betriebe des lokalen Kleingewerbes, darunter eine Gärtnerei. In den letzten Jahrzehnten hat sich das Dorf zu einer Wohngemeinde gewandelt. Viele Erwerbstätige sind deshalb Wegpendler, die in den größeren Ortschaften der Umgebung ihrer Arbeit nachgehen.
Der Ort liegt abseits der größeren Durchgangsachsen an einer Departementsstraße, die von Blondefontaine nach Vitrey-sur-Mance führt. Weitere Straßenverbindungen bestehen mit Melay und Cemboing. Der Bahnhof wurde mittlerweile stillgelegt.